# فرنان غونثالث كونت قشتالة

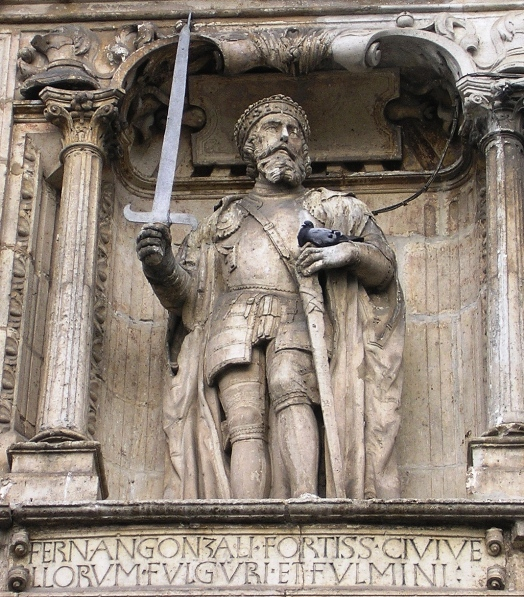
نصب لفرنان غونثالث في برغش.

فرنان غونثالث (المتوفي عام 970 م) أول كونت مستقل لقشتالة، وهو ابن غونثالو فرنانديث كونت قشتالة, وأمه مونيادونا التي كان مؤرخو الأندلس ينسبونه لها باسم ابن ماما دونا. كان فرنان غونثالث شخصية متلوّنة ذات مكانة أسطورية في شبه جزيرة أيبيريا، وهو مؤسس أسرة حكمت قشتالة بصورة شبه مستقلة، مما مهد لجعلها مملكة مستقلة. ففي عام 930، ظهر اسم الكونت فرنان داخل التنظيم الإداري لشرق مملكة ليون.

## توحيد قشتالة القديمة

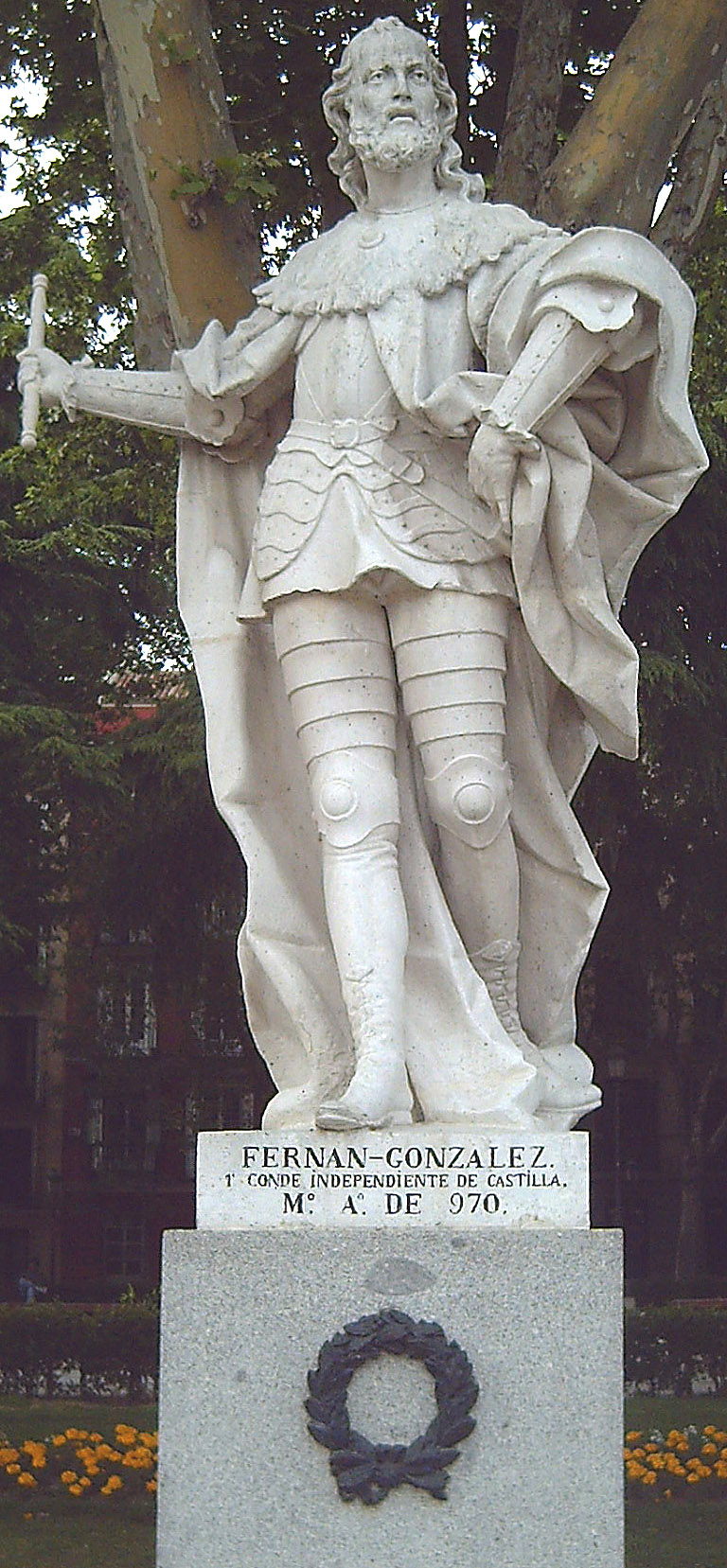
تمثال لفرنان في مدريد.

نشأ فرنان غونثالث في قلعة لارا، في الوقت الذي كان والده يسعى للمّ شمل الكونتيات في قشتالة القديمة. فبعد أن كانت كونتية واحدة تحت حكم رودريغو كونت قشتالة، انقسمت الكونتية بعد وفاة ابنه دييغو رودريغيز بورثيلوس في عام 885. وحوالي عام 899، أصبح غونثالو كونت برغش، وبعد وفاة نسيبه مونيو نونيز كونت كاستروغيرث حوالي عام 909، أصبح غونثالو كونت قشتالة، لكن على جزء من الكونتية القديمة التي كانت تحمل نفس الاسم. وبعد وفاة غونثالو عام 915، خلفه أخاه نونو فرنانديث، إلى أن أصبح فرنان غونثالث كونتًا على قشتالة وبرغش عام 931 م. وفي العام نفسه، توفي كونت ألبة ولانتارون، فخلفه فرنان، وبالتالي اجتمعت تحت حكمه جميع مناطق قشتالة القديمة. تزوج فرنان أرملة كونت ألبة سانشا سانشيز النافارية أخت غارسيا سانشيز الأول ملك نافارا، وإحدى بنات سانشو الأول ملك نافارا وتودا النافارية، والتي كانت قد ترملت مرتين، بعد أن كانت قد تزوجت من أردونيو الثاني ملك ليون في آخر حياته، وبعد وفاته عام 924، تزوجت من كونت ألبة.لم يعزز زواجها من فرنان وحدة قشتالة فقط، بل وعزز التحالفات السياسية بين الشمال المسيحي.
تجمعت لدى فرنان قوة عسكرية قوية تتألف من قوات كونتيات برغش ومنطقة أستورياس وسانتيانا ولانتارون وألبة وقشتالة ولارا. تجلّت براعته العسكرية في معركة سيامنقة عام 939، ومن ثمّ في سيبولفيدا التي استعادها من المسلمين، وأعاد تسكينها. وكما زادت قوته، زادت أيضًا استقلاليته عن مملكة ليون.

## الاستقلال بقشتالة
بعد أن قاتل فرنان إلى جوار راميرو الثاني ملك ليون ضد المسلمين وبعد معركة سيامنقة وانسحاب المسلمين، امتعض فرنان من توزيع الملك جنود فرنان على المدن الحدودية، فقاد تمردًا ضده. وفي عام 944، انتزعت كونتية قشتالة منه، ومنحها الملك لابنه سانشو. هُزم فرنان وسُجن لثلاث أعوام، إلى أن تصالح مع مليكه بمصاهرته عن طريق زواج ابنته أوراكا من وريث العرش أردونيو.

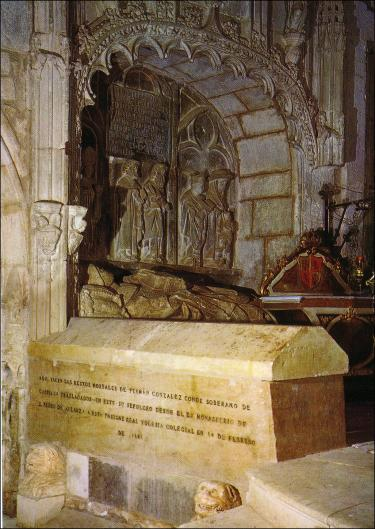
قبر فرنان غونثالث في كوفاروبياس.

بعد وفاة راميرو الثاني ملك ليون عام 951، دار صراع على خلافته استغله فرنان. في البداية، ساند فرنان مطالب سانشو بالعرش بدلاً من أخيه غير الشقيق أردونيو الثالث صهر فرنان نفسه. وبعد أن فشل سانشو في سعيه، أجبر فرنان على الاعتراف بأردونيو ملكًا، على الرغم من ترك أردونيو لابنة فرنان. وبعد وفاة أردونيو المبكرة، استعاد فرنان قدرته على المراوغة، بعد أن أصبح حليفه القديم سانشو ملكًا، الذي سانده بدلاً من أن يساند المطالب الجديد بالعرش أردونيو الرابع ابن ألفونسو الرابع ملك ليون وزوج ابنة فرنان أوراكا الجديد. وبعد وفاة زوجته سانشا النافارية في 4 سبتمبر 959، انهزم فرنان وهو يقاتل في الأراضي النافارية لصالح سانشو عام 960، وأُسر فرنان على يد الملك غارسيا ملك نافارا، لكنه استعاد حريته بعد أن تنازل عن بعض الأراضي. وقبل 5 مايو 964، دشّن تحالفًا جديدًا بزواجه من أوراكا ابنة الملك غارسيا، وابنة شقيق زوجته الأولى، في الوقت نفسه تطلقت ابنته أوراكا من أردونيو الرابع وتزوجت وليّ عهد غارسيا سانشو. ومع ضعف مملكة ليون وحالة الفوضى التي صاحبت ذلك، عزز فرنان من الاستقلال الذاتي لكونتية قشتالة، وجعل تبعيتها اسمية فقط لمملكة ليون.
بعد وفاة فرنان، خلفه ابنه غارسيا فرنانديث كونت قشتالة، وعادت زوجته أوراكا إلى بنبلونة لتتزوج مرة أخرى من ويليام سانشيز الثاني دوق غسكونية. ودفن فرنان في دير سان بيدرو الأرلانزي. وقد كانت حياته محور قصيدة فرنان غونثالث، التي كتبت بين عامي 1250-1271، وبيقت منها نسخة غير مكتملة تعود للقرن الخامس عشر.

## ذريته
كان لفرنان من زوجته الأولى سانشا سانشيز النافارية من الأبناء غونثالو وسانشو ومونيو وغارسيا الذي خلف أباه وأوراكا التي تزوجت من الملكين أردونيو الثالث وأردونيو الرابع ملكي ليون, ثم من سانشو الثاني ملك نافارا وابنة أخرى وهي مونيادونا التي تزوجت من كونت سلدانيا.